# Cantonul Saint-Antonin-Noble-Val
Cantonul Saint-Antonin-Noble-Val este un canton din arondismentul Montauban, departamentul Tarn-et-Garonne, regiunea Midi-Pyrénées, Franța.

## Comune
- Castanet
- Cazals
- Féneyrols
- Ginals
- Laguépie
- Parisot
- Saint-Antonin-Noble-Val (reședință)
- Varen
- Verfeil